# Battarius
Battarius (2. století? - 2. století?) byl dvanáctiletým barbarským, patrně dackým vládcem v době Markomanských válek.
Je zmíněn v díle Cassia Dia Historia romana. V letech 169-170 během Markomanských válek byl římský císař Marcus Aurelius v Panonii. Některé germánské kmeny pod vedením dvanáctiletého Battaria, předstoupili před císaře, aby slíbili spojenectví římské říši. Za slib spojenectví získali od císaře dar peněz. Na oplátku slíbili, že přesvědčí ke spojenectví i další kmeny podél dunajské hranice, zejména náčelníka Tarbuse, který v Dácii vyhrožoval válkou, pokud nezíská zlato a peníze od říše. Podle některých zdrojů se Battariovi podařilo náčelníka Tarbuse zadržet.